# Вигма
Ви́гма (ест. Võhma linn) — місто в Естонії без статусу самоврядування, у валді Пиг'я-Сакала мааконду Вільяндімаа. У місті розташований центр надання адміністративних послуг населенню [[Адміністративний поділ Естонії|валду].

## Географічні дані
Площа — 1,93 км², чисельність населення на 1 січня 2017 року становила 1287 осіб.

## Клімат
| Кліматограма Вигми | Кліматограма Вигми | Кліматограма Вигми | Кліматограма Вигми | Кліматограма Вигми | Кліматограма Вигми | Кліматограма Вигми | Кліматограма Вигми | Кліматограма Вигми | Кліматограма Вигми | Кліматограма Вигми | Кліматограма Вигми |
| --- | ------------------ | ------------------ | ------------------ | ------------------ | ------------------ | ------------------ | ------------------ | ------------------ | ------------------ | ------------------ | ------------------ |
| С | Л                  | Б                  | К                  | Т                  | Ч                  | Л                  | С                  | В                  | Ж                  | Л                  | Г                  |
| 56 −3 −7 | 47 −3 −8           | 44 2 −5            | 43 10 1            | 66 16 7            | 93 20 11           | 84 22 15           | 87 21 13           | 63 16 9            | 66 9 4             | 59 3 0             | 57 0 −4            |
| Середня макс. і мін. температури повітря (°C) Атмосферні опади (мм), за рік : 765 мм. Джерело: «Climate-Data.org»«MSN Weather» |                    |                    |                    |                    |                    |                    |                    |                    |                    |                    |                    |

## Історія
13 вересня 1945 року Вигма перетворено в робітниче селище (töölisalev).
10 жовтня 1991 року містечку Вигма наданий статус місцевого самоврядування.
|                                              |
| Герб та прапор міського самоврядування Вигма |

10 серпня 1993 року Вигма отримало статус міста (linn).
21 жовтня 2017 року після оголошення результатів виборів в органи місцевого самоврядування офіційно утворена волость Пиг'я-Сакала шляхом об'єднання територій міста-муніципалітету Вигма та волостей Кио, Кипу й Сууре-Яані. Місто Вигма втратило статус самоврядування і вилучене з «Переліку адміністративних одиниць на території Естонії».

## Світлини

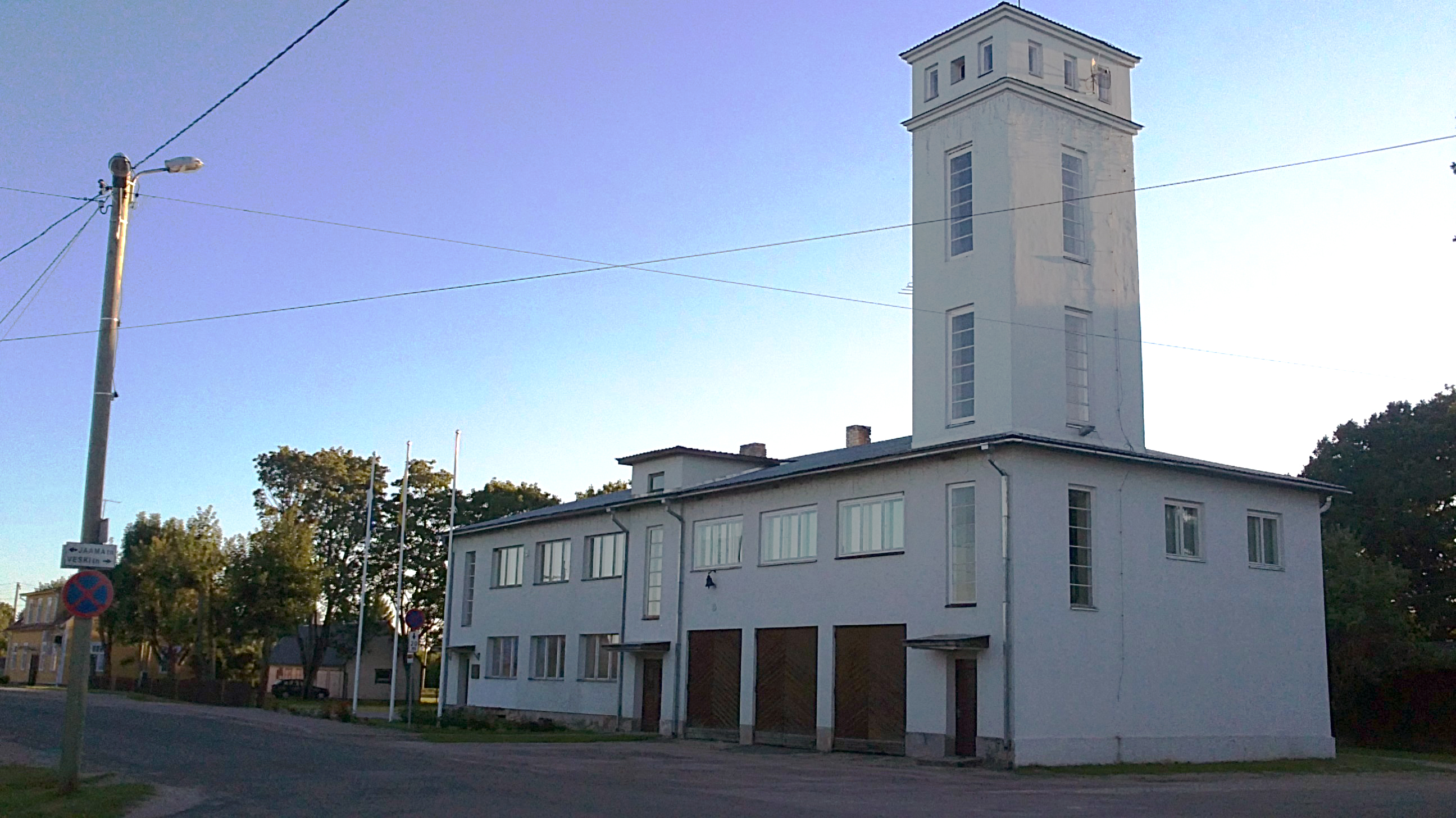
Будівля колишньої міської управи
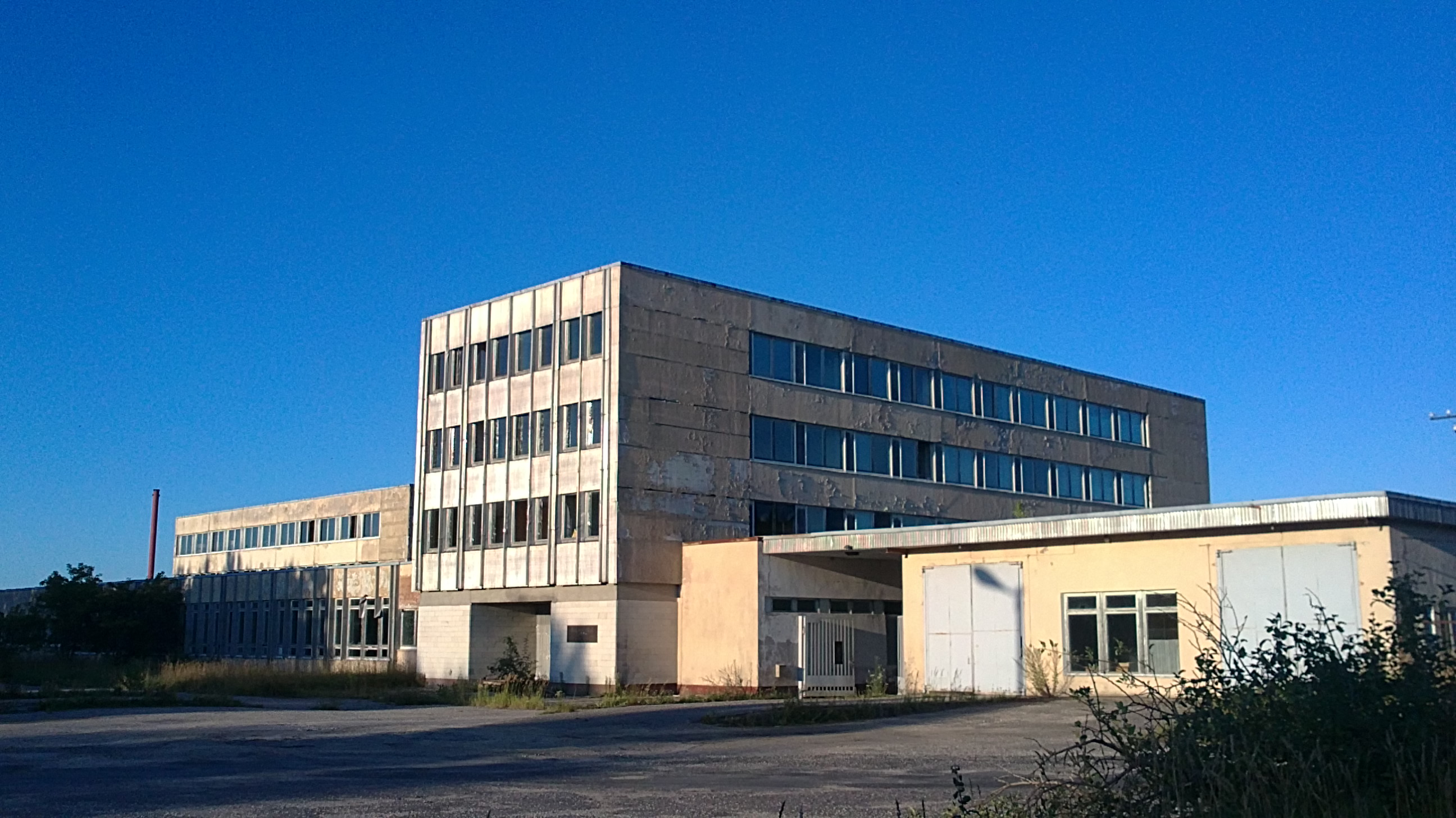
М'ясокомбінат
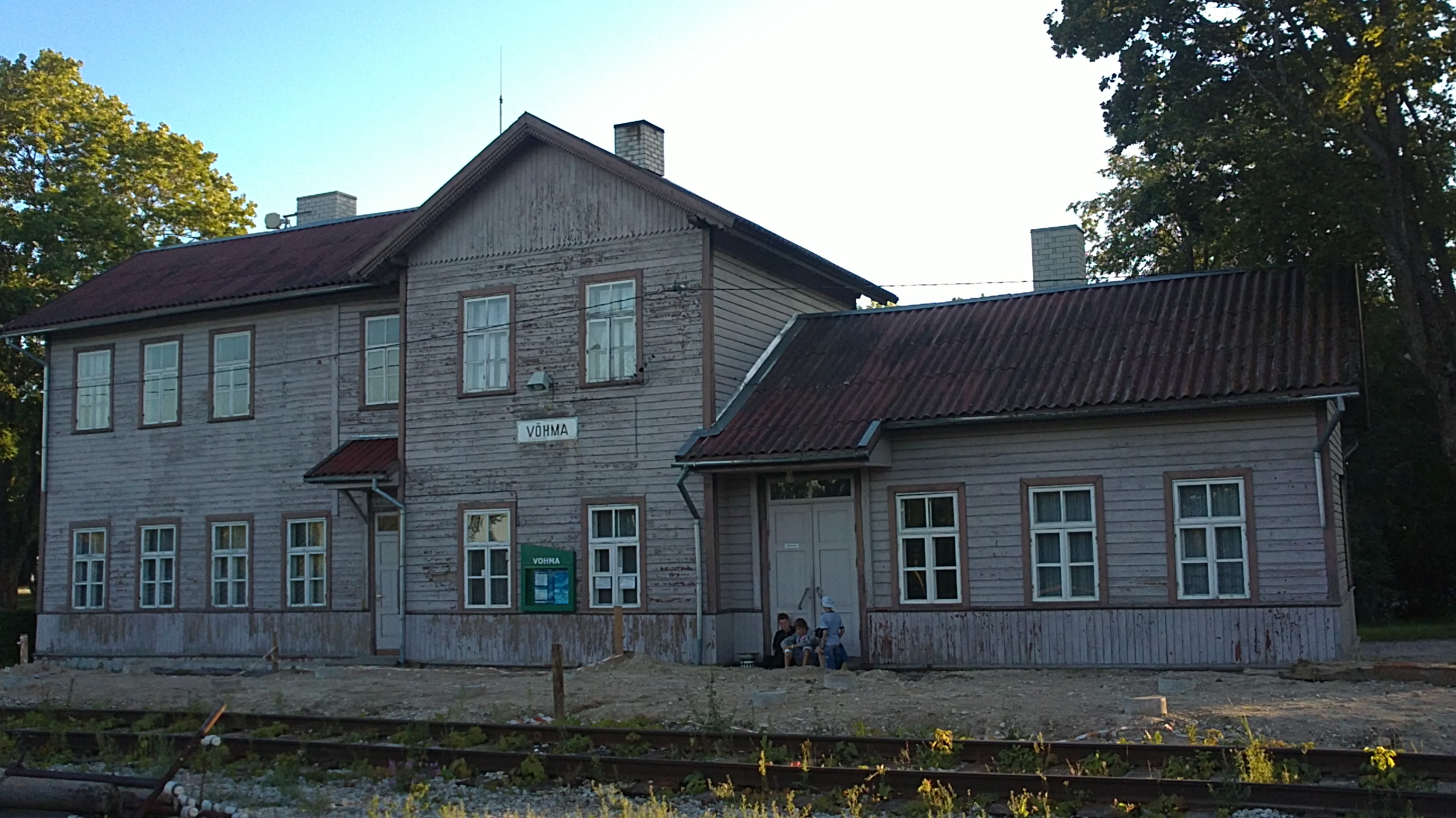
Залізничний вокзал